# Сиволап Петро Спиридонович
Народився у великій селянській родині на Кіровоградщині, на річці Ятрань. Змалечку тяжів до навчання.
Підчас німецької окупації України — активний учасник партизанського руху, партизанський зв'язківець і розвідник, учасник бойових дій, поранений,Інвалід ВВВ 2-ї групи. Після війни вирішує продовжити освіту.

## Освіта та робота
Закінчив юридичний факультет Львівського державного університету імені Івана Франка.
Разом з Дмитром Павличком був членом Літературного клубу Університету.
Після закінчення ВНЗ направлений на роботу в органи державної безпеки, був суддею у м. Чортків Тернопільської області УРСР.
З 1960 року на журналістській роботі. Зокрема,тривалий час обіймав посаду відповідального секретаря обласної газети «Кіровоградська правда».

## Творчість та нагороди
Двічі Лауреат премії центрального гумористичного журналу «Перець».
Автор гумористичних збірок
- «Душа і ноги» (1984),
- «Баранячий фасад» (1989),
- «Етикетка для колгот» (1994).

Побачили світ й прекрасні ліричні збірки Петра Сиволапа, в яких він оспівує свою малу батьківщину, степову Кіровоградщину.
- «Калинова Ятрань»,
- «Запах хрону»,
- «Голос серця» — похвала і гімн рідному краю, велична і, подекуди, сумна ода українському народові.

Працював у Раді Ветеранів ВВВ, виховував чьотирьох правнуків.
Помер вдома, у Києві, на 94 році життя.
Похований на Південному кладовищі у Києві.